# Wallfahrtskirche Maria Heilbrunn

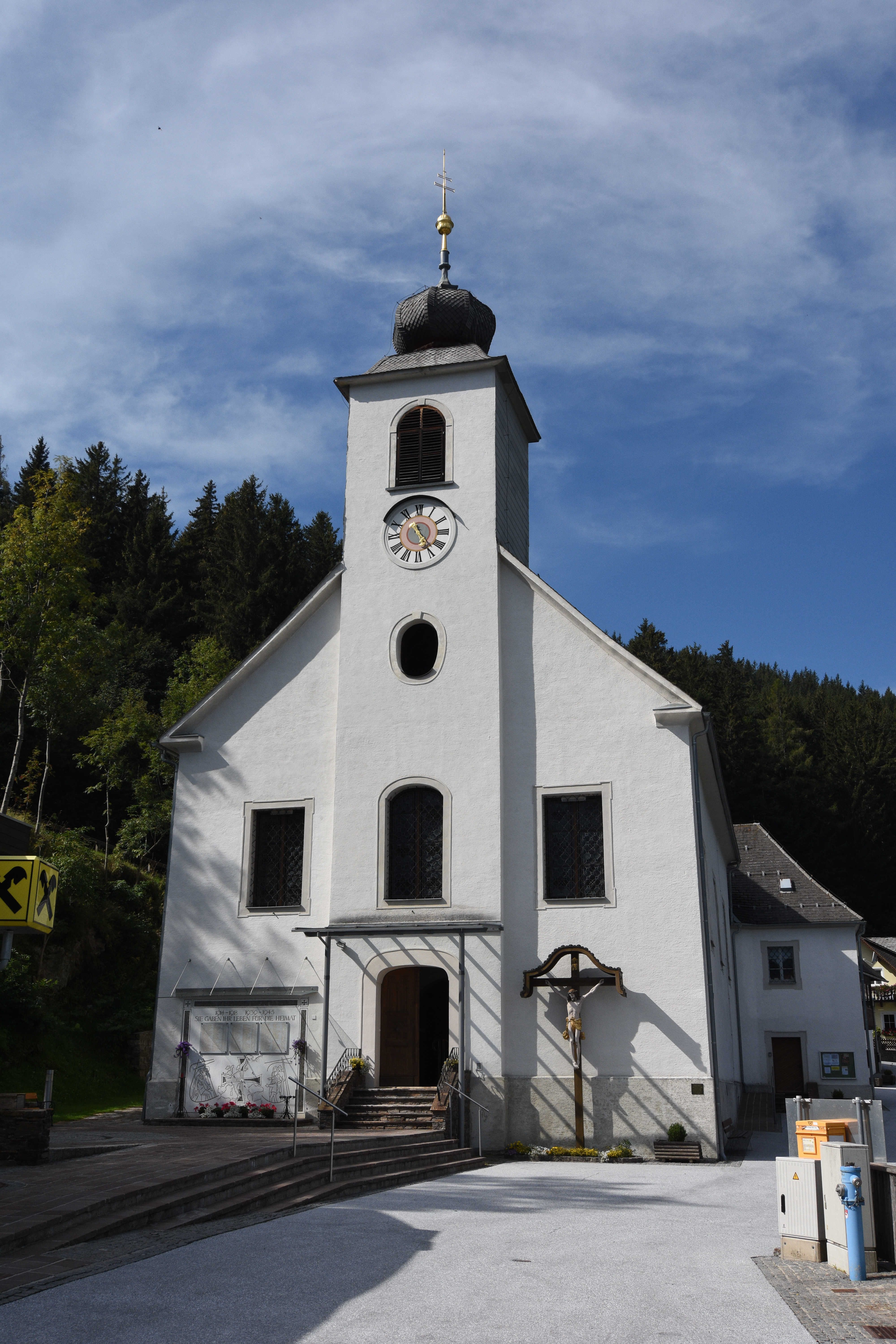
Katholische Wallfahrtskirche Mariä Heimsuchung in Heilbrunn

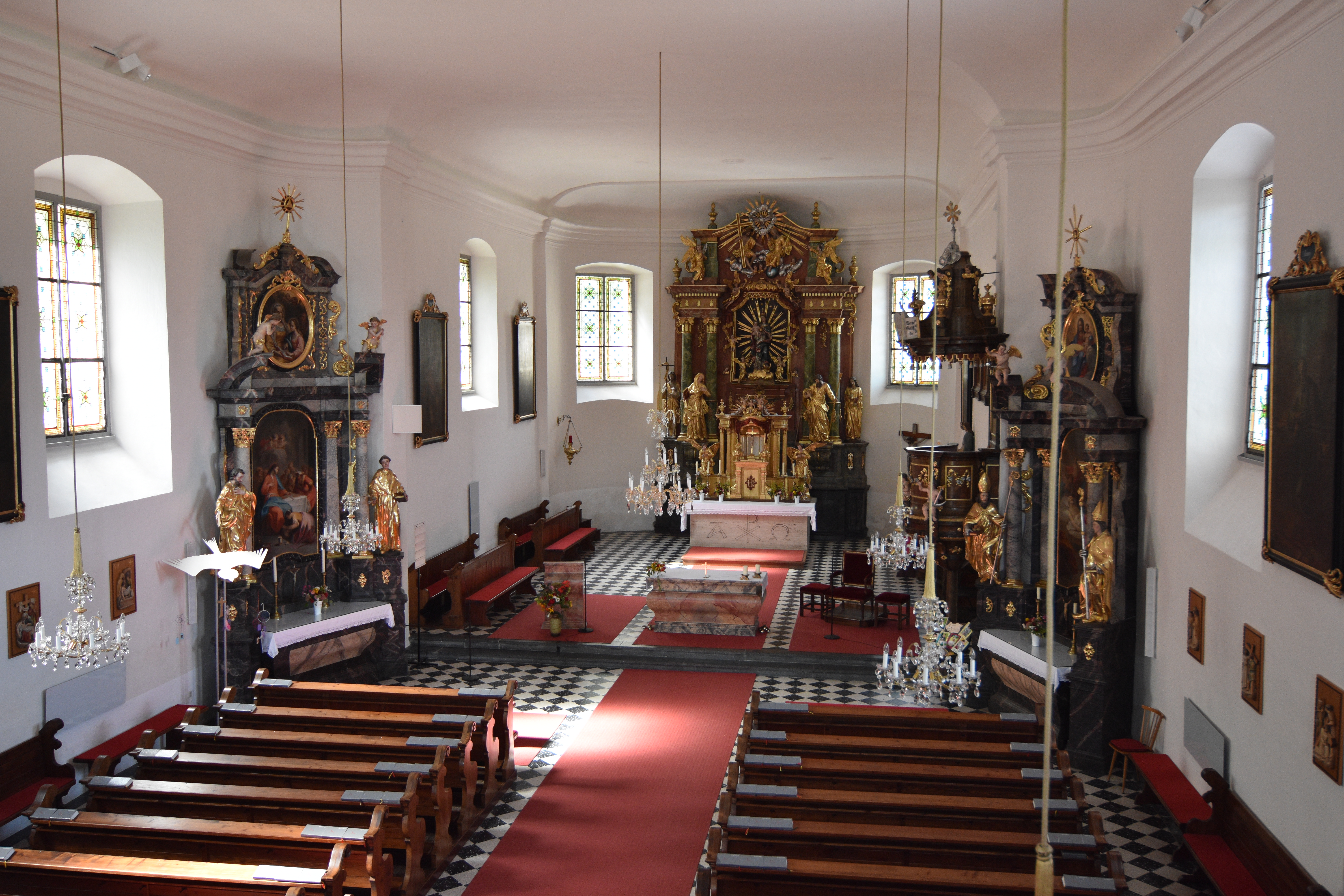
Langhaus, Blick zum Chor

Die Pfarr- und Wallfahrtskirche Heilbrunn, auch als Maria Heilbrunn bekannt, steht im Dorf Heilbrunn in der Marktgemeinde Anger im Bezirk Weiz in der Oststeiermark. Sie ist die Pfarrkirche der römisch-katholischen Pfarre Heilbrunn. Die Pfarre gehört zum Seelsorgeraum Weiz der Region Oststeiermark  in der Diözese Graz-Seckau. Sie ist dem Patrozinium Mariä Heimsuchung unterstellt.

## Lage
Die Kirche steht zentral im Dorf Heilbrunn, im nordwestlichen Teil der Marktgemeinde Anger an einem Hang der zum Tal des Offeneggerbach abfällt. Der Hang ist ein nach Osten streichender Ausläufer des zwischen dem Offner Berg im Norden und dem Feichteck im Süden verlaufenden Höhenrückens. Die Kirche steht auf einer Seehöhe von rund 1030 Metern. Direkt südlich der Pfarrkirche führt die L353, die Heilbrunnerstraße, vorbei, die Brandlucken über Heilbrunn mit Anger verbindet. Vor der Kirche befindet sich ein kleiner Platz mit dem Gnadenbrunnen. Der Platz wird von der ehemaligen Volksschule des Ortes sowie dem Pfarrhof umschlossen. Der Friedhof der Kirche befindet sich etwa 170 Meter südöstlich der Kirche, höher am Berghang.

## Geschichte

### Ursprünge im 17. Jahrhundert
Die heutige Pfarr- und Wallfahrtskirche geht auf die vermeintliche heilsame Wirkung einer natürlichen Quelle zurück. Diese Quelle entspringt aus einem steilen Hang unterhalb der Brandlucken und war der örtlichen Bevölkerung vermutlich schon seit Jahrhunderten bekannt. Ab 1620 lässt sich eine Marienverehrung nachweisen, ob es diese bereits zuvor gab lässt sich nicht belegen. Ab dieser Zeit pilgerten Menschen zur Quelle und stellten daneben in einer gemauerten Nische eine Marienstatue aus Ton auf. Eine frühe Legende über einen kraftlosen und blinden Holländer der durch das Wasser der Quelle wieder gesund wurde soll die heilsame Wirkung des Wassers belegen. Hans Christoph von Webersberg, der Burgherr auf Waxenegg war, ließ 1672 die Nische durch eine Kapelle ersetzen, nachdem er durch das Wasser von einer Krankheit geheilt worden war. Die Marienstatue, die zuvor in der Nische stand, wurde in die Kapelle überführt. Webersberg stiftete 1674 der Pfarrkirche Anger eine Marienstatue, welche 1689 nach Heilbrunn überstellt wurde. Sie ersetzte dort die ursprüngliche Heiligenfigur. Durch den Kapellenbau und die neue Figur nahm die Bekanntheit des Ortes zu, so dass immer mehr Wallfahrer dorthin pilgerten.

### Blütezeit und Niedergang der Wallfahrten, Gründung der Pfarre
Johann Carl Ellegast, Pfarrer von Anger, förderte in der Mitte des 18. Jahrhunderts die Wallfahrten nach Heilbrunn. So ließ er die Kapelle 1755 zu einer Kirche ausbauen, die Platz für 50 bis 60 Leute bot. Für die Seelsorger, welche die Wallfahrer in Heilbrunn betreuten wurde von Ellegast 1757 ein Haus als Übernachtungsmöglichkeit errichtet. Dieses Haus wurde 1772 vergrößert. Zur Verpflegung der Wallfahrer selbst wurde 1764 das Gasthaus Bratl-Lehofer gebaut. Ellegast selbst begann ab 1752 mit der Sammlung mit der Erstellung eines Mirakelbuchs mit dem Ziel diese bekannt zu machen um Heilbrunn als Wallfahrtsort zu bewerben. In diesem Heilbrunner Mirakelbuch sind 422 Fälle von vermeintlicher Erhörung der Gebete aufgeführt. Heilbrunn war ein beliebter Wallfahrtsort, so ist für das Jahr 1774 belegt das 36500 Wallfahrer dorthin gepilgert und 1200 Messen in der dortigen Kirche gezahlt worden waren. Diese Zeit kann als die Blütezeit von Heilbrunn als Wallfahrtsort angesehen werden.
Die Blütezeit endete ab den Beginn der 1780er-Jahre. Mit der von Kaiser Joseph II. durchgeführten, als Josephinismus bekannten Kirchenreformen wurden Wallfahrten anfangs erschwert. Die Reformen und Reglementierungen forderten, dass gesellschaftliche Gewohnheiten sich einer staatlichen und den Prinzipien des aufgeklärten Absolutismus folgenden Aufsicht zu unterstellen hatten. Die Wallfahrten sowie Prozessionen wurden 1784 schließlich verboten. Die Wallfahrten kamen wieder ab dem Beginn des 19. Jahrhunderts auf, erreichten aber nie mehr die Pilgerzahlen aus der Blütezeit.
Da die Bewohner der Gegend um Heilbrunn auf die vier Pfarren Anger, Birkfeld, St. Georgen und St. Kathrein am Offenegg aufgeteilt waren kam nach dem Niedergang der Wallfahrten der Wunsch nach einer Pfarrgründung in Heilbrunn auf. Diese Pfarre wurden 1787 gegründet und man begann noch im selben Jahr mit dem Ausbau der ehemaligen Wallfahrtskirche zu einer größeren Pfarrkirche. Der Bau war 1790 abgeschlossen. Auch eine Pfarrschule wurde errichtet und ein eigener Friedhof angelegt. Das Haus, das bisher als Unterkunft für die Seelsorger gesorgt hatte, wurde zu einem Pfarrhof umgewidmet. Zum ersten Pfarrer von Heilbrunn wurde Josef Scherrer ernannt.

### Seit der Pfarrerhebung
Gegen Ende des 18. Jahrhunderts wurde am Vorplatz der Kirche der Gnadenbrunnen mit einer Skulpturengruppe der Heimsuchung Marias errichtet. Der bisherige Wolfgangsaltar wurde 1833 durch einen neuen Hochaltar ersetzt, in dem auch die 1689 aufgestellte Marienfigur einen neuen Platz fand. Im Jahr 1891 wurden die Glasfenster der Kirche erneuert. Die Brunnenkammer, welche direkt bei der Quelle liegt, wurde 1893 zu einer Lourdesgrotte umgebaut. Nachdem das Geläute der Kirche im Ersten Weltkrieg und auch im Zweiten Weltkrieg zu Kriegszwecken abgeliefert werden mussten, wurden 1952 drei neue Glocken aufgezogen. Eine Restaurierung des Innenraumes erfolgte 1968, der 1969 eine Außenrenovierung folgte.
Die Lourdesgrotte sowie der Gnadenbrunnen wurde 1972/73 im Zuge des Abriss des alten Schulhauses abgebaut und in der Mitte des Vorplatzes neu aufgestellt. Der Vorplatz wurde 2002/03 von der Gemeinde Naintsch neu gestaltet.

## Architektur
Die Kirche mit einem Langhaus mit Flachdecke und einem eingezogenen einjochigen Chor mit 3/8-Schluss und einem Vorraum unter der Orgelempore wurde im Jahre 1787 in schöner Höhenlage an der Stelle einer Vorgängerkapelle errichtet. Im Osten ist ein leicht vorstehender Turm in die Kirche eingebunden. Die josefinische Saalkirche ist einer der ganz wenigen Vertreter dieses Baustils in der Steiermark; diese Kirchenbauart wurde unter Kaiser Joseph II. entwickelt und besticht durch seine Schlichtheit und Übersichtlichkeit. Durch die Anwesenheit von lediglich einem Schiff sollte die Erreichung der ganzen Pfarrgemeinde durch den Pfarrer, der auch „weltliche“ Botschaften zu verlautbaren hatte, ermöglicht werden.
Vor der Kirche steht eine Brunnenkapelle mit einer Skulpturengruppe Mariä Heimsuchung aus dem Ende des 18. Jahrhunderts.

## Ausstattung

### Chorbereich
Der Hochaltar wurde von Caspar Tendler aufgestellt und am 6. September 1836 geweiht. Er ersetzte den alten Hochaltar der aus der Grazer Dominikanerinnenkirche stammte. Die bis dahin weißen barocken Figuren am Hochaltar wurden 1889 vom Grazer Bildhauer Johann Gschiel jun. restauriert und farbig gefasst. Der Mittelteil des Altarretabel wird von zwei, ihm gegenüber hervorgehobenen Seitenteilen mit je zwei Säulen gerahmt. Auf den beiden Säulen ruht je eine Plattform auf der eine Engelsfigur steht. In einer fensterartigen Nische im Mittelteil steht in einem Strahlenkranz eine steinerne Figur der Mutter Gottes mit dem Jesuskind die aus dem Jahr 1674 stammt. Die bekrönte Maria steht mit einem Fuß auf einem Halbmond und hält in ihrer linken Hand ein Szepter. Das Jesuskind hält den Reichsapfel. Die Marienfigur wird auf jeder Seite von je drei kleinen Engelsfiguren flankiert. Den oberen Abschluss des Altarretabels bildet die über der Marienfigur angebrachte plastische Darstellung der heiligen Dreifaltigkeit. Links des Mittelteils stehen Figuren der heiligen Anna mit einer Bibel in der Hand und Johannes des Täufers mit Kreuzstab und Lamm. Auf der rechten Seite stehen der mit einer Schäferschaufel dargestellte heilige Joachim sowie der Evangelist Johannes mit Buch und Kelch.

### Langhaus
Es gibt zwei Seitenaltäre mit Bildern von Anton Jantl aus dem Jahre 1791.
Die Kirche hat eine Orgel aus 1908 wurde von Konrad Hopferwieser/Graz errichtet. Eine Glocke nennt Peter Zwölfer 1673.